# Assamstadt
Assamstadt è un comune tedesco di 2 263 abitanti, situato nel land del Baden-Württemberg.